# إيلي كوهين (سياسي مواليد 1972)
ايلي كوهين (بالعبرية: אלי כהן، من مواليد 3 أكتوبر 1972) سياسي ومحاسب إسرائيلي يشغل حاليا منصب عضو في الكنيست الإسرائيلي عن حزب الليكود وأيضا يشغل منصب وزير المخابرات في الحكومة الإسرائيلية وشغل مسبقا منصب وزير الاقتصاد والصناعة في الحكومة الإسرائيلية وكان عضوًا في مجلس الوزراء الأمني لإسرائيل.